# Marcia Pelham, Countess of Yarborough
Marcia Amelia Mary Pelham, Countess of Yarborough, 7. Baroness Fauconberg, 13. Baroness Conyers (geborene Lane-Fox; * 18. Oktober 1863; † 17. November 1926 in Brocklesby, Lincolnshire), war eine britische Peeress.

## Leben
Sie war die ältere Tochter des Sackville Lane-Fox, 12. Baron Conyers (1827–1888) aus dessen Ehe mit Mary Curteis (1841–1921).
Am 5. August 1886 heiratete sie Charles Anderson-Pelham, 4. Earl of Yarborough (1859–1936) und führte dadurch fortan den Höflichkeitstitel Countess of Yarborough. Ihr Gatte änderte 1905 mit königlicher Lizenz den Familiennamen von „Anderson-Pelham“ zu „Pelham“.
Da ihr einziger Bruder, Hon. Sackville Lane-Fox (1861–1879), jung gestorben war, fiel der Adelstitel ihres Vaters, Baron Conyers, bei dessen Tod 1888 in Abeyance zwischen Marcia und ihrer jüngeren Schwester Violet Lane-Fox (1865–1929). Die Abeyance wurde am 8. Juni 1892 zugunsten Marcias beendet, wodurch sie 13. Baroness Conyers wurde. Am 29. September 1903 wurde zu ihren Gunsten auch der bereits seit 1490 in Abeyance befindliche Titel Baron Fauconberg wiederhergestellt, sodass sie auch 7. Baroness Fauconberg wurde. Am selben Tag wurde der bereits ihrem Vater de iure zustehende Titel Baron Darcy de Knayth für ihre Schwester Violet als 16. Baroness wiederhergestellt.
Während des Ersten Weltkriegs richtete sie auf dem Familiensitz ihres Gatten, Brocklesby Park in Lincolnshire, ein Lazarett ein und wurde dafür 1920 als Officer des Order of the British Empire ausgezeichnet.
Aus ihrer Ehe mit Charles Pelham, 4. Earl of Yarborough, hatte sie vier Söhne:
- Charles Sackville Pelham, Lord Worsley (1887–1914), Lieutenant der British Army;
- Sackville George Pelham, 5. Earl of Yarborough (1888–1948);
- Hon. D’Arcy Francis Pelham (1892–1892);
- Marcus Herbert Pelham, 6. Earl of Yarborough (1893–1966).

Sie starb 1826 im Alter von 63 Jahren an der Afrikanischen Schlafkrankheit. Da ihr ältester Sohn Charles am 30. Oktober 1914 im Ersten Weltkrieg in der Ersten Ypernschlacht gefallen war, erbte bei ihrem Tod ihr zweiter Sohn Sackville ihre beiden Baronien. Dieser beerbte 1936 auch ihren Gatten als 5. Earl of Yarborough.